# Saqr bin Khalid Al Qasimi
El jeque Saqr bin Khalid Al Qasimi (en árabe: صقر بن خالد القاسمي‎) (1883-1914) fue gobernante de Sharjah, un Estados de la Tregua y actualmente uno de los Emiratos Árabes Unidos, entre 1883 y 1914. Tomó el control de Sharjah en un golpe de Estado durante la ausencia de su tío, Salim bin Sultan Al Qasimi, y gobernó tanto Sharjah como, desde 1900 hasta su muerte en 1914,  Ras al Jaima.

## Ascenso
Saqr bin Khalid quedó a cargo de Sharjah cuando su impopular tío, Salim bin Sultan Al Qasimi, viajó a Ras al Jaima y aprovechó la oportunidad para hacerse con el poder sobre la ciudad.. Rápidamente recibió el apoyo de los gobernantes de Ras al Jaima, Umm al-Qaywayn, Ajman y Dubái. Una vez consolidada su posición, concedió una pensión al anterior gobernante, Salim bin Sultan Al Qasimi, que le garantizaba un pago anual, así como la conservación de sus propiedades en Sharjah y la primacía sobre la isla de Abu Musa. Hubo problemas tanto con la conducta de Salim como con el pago de la pensión por parte de Saqr, que culminaron en una reunión en Ajman en 1884 presidida por el presidente británico residente, en la que se llegó a un acuerdo para restablecer la pensión.

### Secesiones
Más tarde ese mismo año, Saqr intentó obligar a la dependencia secesionista de Sharjah de Hamriyah a volver al redil, invitando al jeque  Saif bin Abdulrahman a visitarle en Sharjah y enviando simultáneamente al hermano de Saif, Mohammed bin Abdulrahman, a hacerse cargo de Al Hamriyah. Al día siguiente, Saif regresó a Hamriyah y expulsó a su hermano con suma facilidad.
Se produjo otro intento de secesión, esta vez en Ras al Jaima, y Saqr bin Jalid ayudó a su primo Humaid bin Abdullah Al Qasimi, en diciembre de 1885, a retomar la aldea de Sha'am, al norte de Ras al Jaima. Se obligó al pueblo a pagar una multa de 1600 táleros.
El antiguo gobernante de Sharjah, Salim bin Sultan, continuó conspirando contra Saqr, efectuando un desembarco fallido en Ajman en 1886 e intentando de nuevo obtener el apoyo de Dubái para usurpar a Saqr en 1888, en lo que tampoco tuvo éxito. Al año siguiente organizó un ataque contra Sharjah, pero Salim no pudo llevarlo a cabo y acabó reconciliándose con Saqr, convirtiéndose en su valí  (consejero).
Hamriyah siguió luchando por la confirmación de su independencia de Sharjah y, con motivo de la visita de George Curzon en 1903, intentó obtener el reconocimiento del Imperio británico como Estados de la Tregua. Este intento fracasó y fue seguido de una pugna asesina por la sucesión como jefe de la ciudad tras la muerte de Saif bin Abdulrahman.
Saqr no era un gobernante popular y en 1904 logró sobrevivir a otro intento de derrocarlo por parte de su tío, Salim bin Sultan. Sin embargo, gobernó Sharjah durante diez años más, hasta su muerte en 1914.
Salim bin Sultan se convirtió en 'valí de Ras Al Khaimah en 1910 y, aunque Saqr siguió siendo nominalmente el gobernante del emirato, Salim consolidó su control del poder y fue independiente en todo .